# Hymedesmia versicolor
Hymedesmia versicolor är en svampdjursart som först beskrevs av Topsent 1893.  Hymedesmia versicolor ingår i släktet Hymedesmia och familjen Hymedesmiidae. Inga underarter finns listade i Catalogue of Life.